# ソントン食品
ソントン食品株式会社（ソントンしょくひん）は、業務用及び家庭用のジャム類、フィリング類（パン・菓子等の詰め物）を製造販売する食品メーカーである。日本国内では初めてピーナッツバター、ピーナッツクリームを製造した会社として知られている。
2025年3月31日までの商号は「ソントン食品工業」。翌4月1日付でソントンホールディングス株式会社（持株会社）とソントン株式会社（販売部門）会社を吸収合併し現商号に改称。

## 社名とマスコットキャラクター
社名はキリスト教信者であった創業者の石川郁二郎にピーナッツバターの製法を教えた宣教師ジェッシー・Ｂ・ソーントン（1875-1959）に由来する。石川は敬愛するソーントンを「ソントン先生」と呼んだ。
ソントンの「トン」を取り、「トンちゃん」と呼ばれるピーナツ（落花生）を擬人化したキャラクターが、会社のマスコットマークになっていて、一時期テレビ広告等で大々的に世に出る。トンちゃんには、おいしいジャムが大好きであるという設定が存在する。なお、トンちゃんの名前の由来となった「ソントン」と言う社名が現れたのは1950年になってからであるものの、創業者がピーナッツバターの製造を開始したのが1942年であるため、トンちゃんの下に「SINCE 1942」と記されていることもある。

## 沿革
- 1942年 - 兵庫県氷上郡（現・丹波市）において、ピーナッツバターの製造を開始。
- 1948年 - ソントン食品工業の前身、（株）山吉商会を東京都中央区木挽町（現在の銀座の一部）に設立。
- 1950年 - 社名をソントン工業（株）に変更。
- 1954年 - 石岡第一工場（当時。茨城県石岡市）稼働。
- 1961年 - 社名をソントン食品工業（株）に変更。
- 1964年 - 石岡第二工場稼働。
- 1966年 - 大阪工場稼働。
- 1972年 - 本社を中央区日本橋茅場町に移転。
- 1994年 - 石岡第三工場（現在の石岡第一工場）稼働。
- 1999年 - 本社を文京区千石に移転。
- 2012年 – マネジメント・バイアウトを実施。代表取締役社長の資産管理会社及びその子会社が全株式を取得[3][4]、同時に、現在の東京証券取引所スタンダードでの上場廃止。
- 2013年 - 持株会社制を採用し、ソントンホールディングス（株）を設立。
- 2014年 - 本社を江東区東陽に移転。
- 2015年 - CI導入、ロゴマークを一新。販売部門を分社化し、ソントン（株）を設立。
- 2025年 - ソントン食品工業（株）、ソントン（株）、ソントンホールディングス（株）を合併し、ソントン食品（株）に改称[2]。

## 商品
各種ジャム、ピーナッツクリーム（瓶詰の高級品からプラスチックパック、紙パックの廉価品まで）、業務用ホイップ、フィリング、トッピング、折り込み用シートなど。

## 事業所
- 本社：東京都江東区東陽
- 支店：名古屋、大阪
- 営業所：札幌、仙台、広島、福岡
- 工場：石岡、大阪

## 連結子会社
- （株）やくらいフーズ
- （株）和田山農産

## 海外子会社
- PT SONTON FOOD INDONESIA（インドネシア）